# NBA 파이널
NBA 파이널(영어: NBA Finals)은 NBA의 챔피언십 시리즈로 1986년까지는 NBA 월드 챔피언십 시리즈(영어: NBA World Championship Series)라고 불렀다.
동부 컨퍼런스 결승과 서부 컨퍼런스 결승의 승자가 맞붙게 되며 먼저 4경기를 승리하는 팀이(7전 4선승제) 우승 트로피인 래리 오브라이언 챔피언십 트로피(영어: Larry O'Brien Championship Trophy)를 차지하게 된다. (1947년부터 1976년까지는 월터 A. 브라운 트로피(영어: Walter A. Brown Trophy)를 수여했다.) NBA 파이널은 처음 열린 1947년 이후 늘 NBA와 미국 농구 시즌의 마지막을 장식해왔다.
1985년 이후 2-3-2 구조로 진행됐다. 첫 2경기와 마지막 2경기를 좀 더 정규시즌 성적이 나은 팀의 홈구장에서 여는 구조다. 2014년부터 다시 2-2-1-1-1 구조로 변경된다.
2-3-2 구조는 높은 성적의 팀이 1,2,6,7차전을 홈 경기로 하고, 낮은 성적의 팀이 3,4,5차전을 홈 경기로 하는 구조이고, 2-2-1-1-1 구조는 높은 성적의 팀이 1,2,5,7차전을 홈 경기로 하고, 낮은 성적의 팀이 3,4,6차전을 홈 경기로 하는 구조이다.

## 역사

### 1947-56: 초분과 레이커스 왕조의 성립
첫 10년동안 미니애폴리스 레이커스가 명예의 전당에 이름을 올린 존 쿤들라 감독의 지휘 아래 6년동안 5번의 우승을 차지하면서 NBA 첫 번째 왕조를 이룩했다. 이 기간 레이커스에서 전설적인 선수 조지 마이칸이 활약했다.

## 내력
| 연도       | 우승 팀                   | 스코어  | 준우승 팀                 | MVP                  | 소속팀                    | 참고                                                                      |
| ---------- | ------------------------- | ------- | ------------------------- | -------------------- | ------------------------- | ------------------------------------------------------------------------- |
| BAA 파이널 |                           |         |                           |                      |                           |                                                                           |
| 1947       | 필라델피아 워리어스       | 4승1패  | 시카고 스태그스           | 빈칸                 | 빈칸                      | 월터 A.브라운 트로피 수여함 2-2-1-1-1 구조로 진행함.                      |
| 1948       | 볼티모어 불리츠           | 4승2패  | 필라델피아 워리어스       | 빈칸                 | 빈칸                      | 월터 A.브라운 트로피 수여함 2-2-1-1-1 구조로 진행함.                      |
| 1949       | 미니애폴리스 레이커스     | 4승2패  | 워싱턴 캐피털스           | 빈칸                 | 빈칸                      | 월터 A.브라운 트로피 수여함 2-2-1-1-1 구조로 진행함.                      |
| NBA 파이널 |                           |         |                           |                      |                           |                                                                           |
| 1950       | 미니애폴리스 레이커스     | 4승2패  | 시라큐스 내셔널즈         | 빈칸                 | 빈칸                      | 월터 A.브라운 트로피 수여함 2-2-1-1-1 구조로 진행함.                      |
| 1951       | 로체스터 로열스           | 4승3패  | 뉴욕 닉스                 | 빈칸                 | 빈칸                      | 월터 A.브라운 트로피 수여함 2-2-1-1-1 구조로 진행함.                      |
| 1952       | 미니애폴리스 레이커스     | 4승3패  | 뉴욕 닉스                 | 빈칸                 | 빈칸                      | 월터 A.브라운 트로피 수여함 2-2-1-1-1 구조로 진행함.                      |
| 1953       | 미니애폴리스 레이커스     | 4승1패  | 뉴욕 닉스                 | 빈칸                 | 빈칸                      | 월터 A.브라운 트로피 수여함 2-2-1-1-1 구조로 진행함.                      |
| 1954       | 미니애폴리스 레이커스     | 4승3패  | 시라큐스 내셔널즈         | 빈칸                 | 빈칸                      | 월터 A.브라운 트로피 수여함 2-2-1-1-1 구조로 진행함.                      |
| 1955       | 시라큐스 내셔널즈         | 4승3패  | 포트 웨인 피스턴스        | 빈칸                 | 빈칸                      | 월터 A.브라운 트로피 수여함 2-2-1-1-1 구조로 진행함.                      |
| 1956       | 필라델피아 워리어스       | 4승1패  | 포트 웨인 피스턴스        | 빈칸                 | 빈칸                      | 월터 A.브라운 트로피 수여함 2-2-1-1-1 구조로 진행함.                      |
| 1957       | 보스턴 셀틱스             | 4승3패  | 세인트루이스 호크스       | 빈칸                 | 빈칸                      | 월터 A.브라운 트로피 수여함 2-2-1-1-1 구조로 진행함.                      |
| 1958       | 세인트루이스 호크스       | 4승2패  | 보스턴 셀틱스             | 빈칸                 | 빈칸                      | 월터 A.브라운 트로피 수여함 2-2-1-1-1 구조로 진행함.                      |
| 1959       | 보스턴 셀틱스             | 4승     | 미니애폴리스 레이커스     | 빈칸                 | 빈칸                      | 월터 A.브라운 트로피 수여함 2-2-1-1-1 구조로 진행함.                      |
| 1960       | 보스턴 셀틱스             | 4승3패  | 세인트루이스 호크스       | 빈칸                 | 빈칸                      | 월터 A.브라운 트로피 수여함 2-2-1-1-1 구조로 진행함.                      |
| 1961       | 보스턴 셀틱스             | 4승1패  | 세인트루이스 호크스       | 빈칸                 | 빈칸                      | 월터 A.브라운 트로피 수여함 2-2-1-1-1 구조로 진행함.                      |
| 1962       | 보스턴 셀틱스             | 4승3패  | 로스앤젤레스 레이커스     | 빈칸                 | 빈칸                      | 월터 A.브라운 트로피 수여함 2-2-1-1-1 구조로 진행함.                      |
| 1963       | 보스턴 셀틱스             | 4승2패  | 로스앤젤레스 레이커스     | 빈칸                 | 빈칸                      | 월터 A.브라운 트로피 수여함 2-2-1-1-1 구조로 진행함.                      |
| 1964       | 보스턴 셀틱스             | 4승1패  | 샌프란시스코 워리어스     | 빈칸                 | 빈칸                      | 월터 A.브라운 트로피 수여함 2-2-1-1-1 구조로 진행함.                      |
| 1965       | 보스턴 셀틱스             | 4승1패  | 로스앤젤레스 레이커스     | 빈칸                 | 빈칸                      | 월터 A.브라운 트로피 수여함 2-2-1-1-1 구조로 진행함.                      |
| 1966       | 보스턴 셀틱스             | 4승3패  | 로스앤젤레스 레이커스     | 빈칸                 | 빈칸                      | 월터 A.브라운 트로피 수여함 2-2-1-1-1 구조로 진행함.                      |
| 1967       | 필라델피아 세븐티식서스   | 4승2패  | 샌프란시스코 워리어스     | 빈칸                 | 빈칸                      | 월터 A.브라운 트로피 수여함 2-2-1-1-1 구조로 진행함.                      |
| 1968       | 보스턴 셀틱스             | 4승2패  | 로스앤젤레스 레이커스     | 빈칸                 | 빈칸                      | 월터 A.브라운 트로피 수여함 2-2-1-1-1 구조로 진행함.                      |
| 1969       | 보스턴 셀틱스             | 4승3패  | 로스앤젤레스 레이커스     | 제리 웨스트          | 로스앤젤레스 레이커스     | 초대 챔피언전 MVP이자, 역사상 처음으로 준우승 팀 선수가 MVP를 수상하였다. |
| 1970       | 뉴욕 닉스                 | 4승3패  | 로스앤젤레스 레이커스     | 윌리스 리드          | 뉴욕 닉스                 | 2-2-1-1-1 구조로 진행함                                                   |
| 1971       | 밀워키 벅스               | 4승     | 볼티모어 불리츠           | 류 앨신더            | 밀워키 벅스               | 2-2-1-1-1 구조로 진행함                                                   |
| 1972       | 로스앤젤레스 레이커스     | 4승1패  | 뉴욕 닉스                 | 윌트 체임벌린        | 로스앤젤레스 레이커스     | 2-2-1-1-1 구조로 진행함                                                   |
| 1973       | 뉴욕 닉스                 | 4승1패  | 로스앤젤레스 레이커스     | 윌리스 리드          | 뉴욕 닉스                 | 2-2-1-1-1 구조로 진행함                                                   |
| 1974       | 보스턴 셀틱스             | 4승3패  | 밀워키 벅스               | 존 하블리첵          | 보스턴 셀틱스             | 2-2-1-1-1 구조로 진행함                                                   |
| 1975       | 골든스테이트 워리어스     | 4승     | 워싱턴 불리츠             | 릭 배리              | 골든스테이트 워리어스     | 2-2-1-1-1 구조로 진행함                                                   |
| 1976       | 보스턴 셀틱스             | 4승2패  | 피닉스 선스               | 조 조 화이트         | 보스턴 셀틱스             | 2-2-1-1-1 구조로 진행함                                                   |
| 1977       | 포틀랜드 트레일블레이저스 | 4승2패  | 필라델피아 세븐티식서스   | 빌 월튼              | 포틀랜드 트레일블레이저스 | 2-2-1-1-1 구조로 진행함                                                   |
| 1978       | 워싱턴 불리츠             | 4승3패  | 시애틀 슈퍼소닉스         | 웨스 언셀드          | 워싱턴 불리츠             | 2-2-1-1-1 구조로 진행함                                                   |
| 1979       | 시애틀 슈퍼소닉스         | 4승1패  | 워싱턴 불리츠             | 데니스 존슨          | 시애틀 슈퍼소닉스         | 2-2-1-1-1 구조로 진행함                                                   |
| 1980       | 로스앤젤레스 레이커스     | 4승2패  | 필라델피아 세븐티식서스   | 매직 존슨            | 로스앤젤레스 레이커스     | 2-2-1-1-1 구조로 진행함                                                   |
| 1981       | 보스턴 셀틱스             | 4승2패  | 휴스턴 로키츠             | 세드릭 맥스웰        | 보스턴 셀틱스             | 2-2-1-1-1 구조로 진행함                                                   |
| 1982       | 로스앤젤레스 레이커스     | 4승2패  | 필라델피아 세븐티식서스   | 매직 존슨            | 로스앤젤레스 레이커스     | 2-2-1-1-1 구조로 진행함                                                   |
| 1983       | 필라델피아 세븐티식서스   | 4승     | 로스앤젤레스 레이커스     | 모제스 말론          | 필라델피아 세븐티식서스   | 2-2-1-1-1 구조로 진행함                                                   |
| 1984       | 보스턴 셀틱스             | 4승3패  | 로스앤젤레스 레이커스     | 래리 버드            | 보스턴 셀틱스             | 2-2-1-1-1 구조로 진행함                                                   |
| 1985       | 로스앤젤레스 레이커스     | 4승2패  | 보스턴 셀틱스             | 카림 압둘-자바       | 로스앤젤레스 레이커스     | 2-3-2 구조로 변경됨.                                                      |
| 1986       | 보스턴 셀틱스             | 4승2패  | 휴스턴 로키츠             | 래리 버드            | 보스턴 셀틱스             | 2-3-2 구조로 변경됨.                                                      |
| 1987       | 로스앤젤레스 레이커스     | 4승2패  | 보스턴 셀틱스             | 매직 존슨            | 로스앤젤레스 레이커스     | 2-3-2 구조로 변경됨.                                                      |
| 1988       | 로스앤젤레스 레이커스     | 4승3패  | 디트로이트 피스턴스       | 제임스 워디          | 로스앤젤레스 레이커스     | 2-3-2 구조로 변경됨.                                                      |
| 1989       | 디트로이트 피스턴스       | 4승     | 로스앤젤레스 레이커스     | 조 듀마스            | 디트로이트 피스턴스       | 2-3-2 구조로 변경됨.                                                      |
| 1990       | 디트로이트 피스턴스       | 4승1패  | 포틀랜드 트레일블레이저스 | 아이재이아 토마스    | 디트로이트 피스턴스       | 2-3-2 구조로 변경됨.                                                      |
| 1991       | 시카고 불스               | 4승1패  | 로스앤젤레스 레이커스     | 마이클 조던          | 시카고 불스               | 2-3-2 구조로 변경됨.                                                      |
| 1992       | 시카고 불스               | 4승2패  | 포틀랜드 트레일블레이저스 | 마이클 조던          | 시카고 불스               | 2-3-2 구조로 변경됨.                                                      |
| 1993       | 시카고 불스               | 4승2패  | 피닉스 선스               | 마이클 조던          | 시카고 불스               | 2-3-2 구조로 변경됨.                                                      |
| 1994       | 휴스턴 로키츠             | 4승3패  | 뉴욕 닉스                 | 하킴 올라주원        | 휴스턴 로키츠             | 2-3-2 구조로 변경됨.                                                      |
| 1995       | 휴스턴 로키츠             | 4승     | 올랜도 매직               | 하킴 올라주원        | 휴스턴 로키츠             | 2-3-2 구조로 변경됨.                                                      |
| 1996       | 시카고 불스               | 4승2패  | 시애틀 슈퍼소닉스         | 마이클 조던          | 시카고 불스               | 2-3-2 구조로 변경됨.                                                      |
| 1997       | 시카고 불스               | 4승2패  | 유타 재즈                 | 마이클 조던          | 시카고 불스               | 2-3-2 구조로 변경됨.                                                      |
| 1998       | 시카고 불스               | 4승2패  | 유타 재즈                 | 마이클 조던          | 시카고 불스               | 2-3-2 구조로 변경됨.                                                      |
| 1999       | 샌안토니오 스퍼스         | 4승1패  | 뉴욕 닉스                 | 팀 던컨              | 샌안토니오 스퍼스         | 2-3-2 구조로 변경됨.                                                      |
| 2000       | 로스앤젤레스 레이커스     | 4승2패  | 인디애나 페이서스         | 샤킬 오닐            | 로스앤젤레스 레이커스     | 2-3-2 구조로 변경됨.                                                      |
| 2001       | 로스앤젤레스 레이커스     | 4승1패  | 필라델피아 세븐티식서스   | 샤킬 오닐            | 로스앤젤레스 레이커스     | 2-3-2 구조로 변경됨.                                                      |
| 2002       | 로스앤젤레스 레이커스     | 4승     | 뉴저지 네츠               | 샤킬 오닐            | 로스앤젤레스 레이커스     | 2-3-2 구조로 변경됨.                                                      |
| 2003       | 샌안토니오 스퍼스         | 4승2패  | 뉴저지 네츠               | 팀 던컨              | 샌안토니오 스퍼스         | 2-3-2 구조로 변경됨.                                                      |
| 2004       | 디트로이트 피스턴스       | 4승1패  | 로스앤젤레스 레이커스     | 천시 빌럽스          | 디트로이트 피스턴스       | 2-3-2 구조로 변경됨.                                                      |
| 2005       | 샌안토니오 스퍼스         | 4승3패  | 디트로이트 피스턴스       | 팀 던컨              | 샌안토니오 스퍼스         | 2-3-2 구조로 변경됨.                                                      |
| 2006       | 마이애미 히트             | 4승2패  | 댈러스 매버릭스           | 드웨인 웨이드        | 마이애미 히트             | 2-3-2 구조로 변경됨.                                                      |
| 2007       | 샌안토니오 스퍼스         | 4승     | 클리블랜드 캐벌리어스     | 토니 파커            | 샌안토니오 스퍼스         | 2-3-2 구조로 변경됨.                                                      |
| 2008       | 보스턴 셀틱스             | 4승2패  | 로스앤젤레스 레이커스     | 폴 피어스            | 보스턴 셀틱스             | 2-3-2 구조로 변경됨.                                                      |
| 2009       | 로스앤젤레스 레이커스     | 4승1패  | 올랜도 매직               | 코비 브라이언트      | 로스앤젤레스 레이커스     | 2-3-2 구조로 변경됨.                                                      |
| 2010       | 로스앤젤레스 레이커스     | 4승3패  | 보스턴 셀틱스             | 코비 브라이언트      | 로스앤젤레스 레이커스     | 2-3-2 구조로 변경됨.                                                      |
| 2011       | 댈러스 매버릭스           | 4승2패  | 마이애미 히트             | 더크 노비츠키        | 댈러스 매버릭스           | 2-3-2 구조로 변경됨.                                                      |
| 2012       | 마이애미 히트             | 4승1패  | 오클라호마시티 선더       | 르브론 제임스        | 마이애미 히트             | 2-3-2 구조로 변경됨.                                                      |
| 2013       | 마이애미 히트             | 4승3패  | 샌안토니오 스퍼스         | 르브론 제임스        | 마이애미 히트             | 2-3-2 구조로 변경됨.                                                      |
| 2014       | 샌안토니오 스퍼스         | 4승1패  | 마이애미 히트             | 카와이 레너드        | 샌안토니오 스퍼스         | 2-2-1-1-1 구조로 다시 변경됨.                                             |
| 2015       | 골든스테이트 워리어스     | 4승2패  | 클리블랜드 캐벌리어스     | 안드레 이궈달라      | 골든스테이트 워리어스     | 2-2-1-1-1 구조로 다시 변경됨.                                             |
| 2016       | 클리블랜드 캐벌리어스     | 4승3패  | 골든스테이트 워리어스     | 르브론 제임스        | 클리블랜드 캐벌리어스     | 2-2-1-1-1 구조로 다시 변경됨.                                             |
| 2017       | 골든스테이트 워리어스     | 4승1패  | 클리블랜드 캐벌리어스     | 케빈 듀랜트          | 골든스테이트 워리어스     | 2-2-1-1-1 구조로 다시 변경됨.                                             |
| 2018       | 골든스테이트 워리어스     | 4승     | 클리블랜드 캐벌리어스     | 케빈 듀랜트          | 골든스테이트 워리어스     | 2-2-1-1-1 구조로 다시 변경됨.                                             |
| 2019       | 토론토 랩터스             | 4승2패  | 골든스테이트 워리어스     | 카와이 레너드        | 토론토 랩터스             | 2-2-1-1-1 구조로 다시 변경됨.                                             |
| 2020       | 로스앤젤레스 레이커스     | 4승 2패 | 마이애미 히트             | 르브론 제임스        | 로스앤젤레스 레이커스     | 2-2-1-1-1 구조로 다시 변경됨.                                             |
| 2021       | 밀워키 벅스               | 4승 2패 | 피닉스 선스               | 야니스 아데토쿤보    | 밀워키 벅스               | 2-2-1-1-1 구조로 다시 변경됨.                                             |
| 2022       | 골든스테이트 워리어스     | 4승 2패 | 보스턴 셀틱스             | 스테픈 커리          | 골든스테이트 워리어스     | 2-2-1-1-1 구조로 다시 변경됨.                                             |
| 2023       | 덴버 너기츠               | 4승 1패 | 마이애미 히트             | 니콜라 요키치        | 덴버 너기츠               | 2-2-1-1-1 구조로 다시 변경됨.                                             |
| 2024       | 보스턴 셀틱스             | 4승 1패 | 댈러스 매버릭스           | 제일런 브라운        | 보스턴 셀틱스             | 2-2-1-1-1 구조로 다시 변경됨.                                             |
| 2025       | 오클라호마시티 선더       | 4승 3패 | 인디애나 페이서스         | 샤이 길저스-알렉산더 | 오클라호마시티 선더       | 2-2-1-1-1 구조로 다시 변경됨.                                             |

<참고사항>
- NBA 파이널 MVP 선수에게는 빌 러셀 트로피 (Bill Russell Trophy) 수여한다.
- 2016년 우승팀인 클리블랜드 캐벌리어스는 NBA 파이널 역사상 1승 3패로 뒤지고 있다가 내리 3승을 하면 4승 3패로 우승한 최초의 팀이다.
- 2016년 우승팀인 클리블랜드 캐벌리어스는 NBA 파이널 역사상 8번째로 리벤지에 성공한 팀이다. (이전까지 1958년 애틀랜타 호크스, 1973년 뉴욕 닉스, 1983년 필라델피아 세븐티식서스, 1985년 로스앤젤레스 레이커스, 1989년 디트로이트 피스턴스, 2011년 댈러스 매버릭스, 2014년 샌안토니오 스퍼스가 있었다.)
- 2017년 우승팀인 골든스테이트 워리어스는 플레이오프에서 NBA 최초로 15연승을 거두며 우승을 차지하였다. 연승은 NBA 파이널에서 클리블랜드 캐벌리어스에게 저지되었다.
- 역대 NBA파이널에서 쓰리핏을 기록한 팀은 보스턴 셀틱스, 시카고 불스, 로스앤젤레스 레이커스, 미니애폴리스 레이커스 등이 있다 참고로 보스턴은 NBA파이널 8년 연속 우승이라는 금자탑을 세웠다
- 8번 시드로 NBA 챔피언결정전에 올라간 팀은 1999년 동부콘퍼런스 파이널 우승팀인 뉴욕닉스와 2023년 동부콘퍼런스 파이널 우승팀인 마이애미 히트이다.
- 2020년 파이널은 코로나-19로 인해 중립 경기장인 플로리다주 레이크 부에나 비스타 ESPN 와일드 월드 오브 스포츠 콤플렉스에서 개최되었으면 봄이 아닌 가을에 개최되는 최초의 파이널이였다.
- 2023년 파이널 MVP 니콜라 요키치 신인 드래프트 2라운드 지명선수 최초로 수상함.

## 연속 우승
- 8회 연속 우승
  - 보스턴 셀틱스 : 1959년, 1960년, 1961년, 1962년, 1963년, 1964년, 1965년, 1966년

- 3회 연속 우승 
  - 미니애폴리스 레이커스 : 1952년, 1953년, 1954년
  - 시카고 불스 : 1991년, 1992년, 1993년
  - 시카고 불스 : 1996년, 1997년, 1998년
  - 로스앤젤레스 레이커스 : 2000년, 2001년, 2002년

- 2회 연속 우승 
  - 미니애폴리스 레이커스 : 1949년, 1950년
  - 보스턴 셀틱스 : 1968년, 1969년
  - 로스앤젤레스 레이커스 : 1987년, 1988년
  - 디트로이트 피스턴스 : 1989년, 1990년
  - 휴스턴 로키츠 : 1994년, 1995년
  - 로스앤젤레스 레이커스 : 2009년, 2010년
  - 마이애미 히트 : 2012년, 2013년
  - 골든스테이트 워리어스 : 2017년, 2018년

## NBA 파이널 진출 횟수 및 우승 · 준우승 횟수
| 팀                        | 파이널 진출 횟수 | 우승 횟수 | 준우승 횟수                                                                                    |
| ------------------------- | ---------------- | --- | ---------------------------------------------------------------------------------------------- |
| 로스앤젤레스 레이커스     | 32회             | 17회 (1949, 1950, 1952, 1953, 1954, 1972, 1980, 1982, 1985, 1987, 1988, 2000, 2001, 2002, 2009, 2010, 2020)       | 15회 (1959, 1962, 1963, 1965, 1966, 1968,1969, 1970, 1973, 1983, 1984, 1989, 1991, 2004, 2008) |
| 보스턴 셀틱스             | 22회             | 18회 (1957, 1959, 1960, 1961, 1962, 1963, 1964, 1965, 1966, 1968, 1969, 1974, 1976, 1981, 1984, 1986, 2008, 2024) | 5회 (1958, 1985, 1987, 2010, 2022)                                                             |
| 골든스테이트 워리어스     | 11회             | 7회 (1947, 1956, 1975, 2015, 2017, 2018, 2022)                                                                    | 5회 (1948, 1964, 1967, 2016, 2019)                                                             |
| 필라델피아 세븐티식서스   | 9회              | 3회 (1955, 1967, 1983)                                                                                            | 6회 (1950, 1954, 1977, 1980, 1982, 2001)                                                       |
| 뉴욕 닉스                 | 8회              | 2회 (1970, 1973)                                                                                                  | 6회 (1951, 1952, 1953, 1972, 1994, 1999)                                                       |
| 디트로이트 피스턴스       | 7회              | 3회 (1989, 1990, 2004)                                                                                            | 4회 (1955, 1956, 1988, 2005)                                                                   |
| 시카고 불스               | 6회              | 6회 (1991, 1992, 1993, 1996, 1997, 1998)                                                                          | 빈칸                                                                                           |
| 샌안토니오 스퍼스         | 6회              | 5회 (1999, 2003, 2005, 2007, 2014)                                                                                | 1회 (2013)                                                                                     |
| 마이애미 히트             | 6회              | 3회 (2006, 2012, 2013)                                                                                            | 3회 (2011, 2014, 2020)                                                                         |
| 클리블랜드 캐벌리어스     | 5회              | 1회 (2016) | 4회 (2007, 2015, 2017, 2018)                                                                   |
| 휴스턴 로키츠             | 4회              | 2회 (1994, 1995)                                                                                                  | 2회 (1981, 1986)                                                                               |
| 애틀랜타 호크스           | 4회              | 1회 (1958) | 3회 (1957, 1960, 1961)                                                                         |
| 워싱턴 위저즈             | 4회              | 1회 (1978) | 3회 (1971, 1975, 1979)                                                                         |
| 시애틀 슈퍼소닉스         | 3회              | 1회 (1979) | 2회 (1978, 1996)                                                                               |
| 포틀랜드 트레일블레이저스 | 3회              | 1회 (1977) | 2회 (1990, 1992)                                                                               |
| 댈러스 매버릭스           | 3회              | 1회 (2011) | 2회 (2006, 2024)                                                                               |
| 밀워키 벅스               | 3회              | 2회 (1971, 2021)                                                                                                  | 1회 (1974)                                                                                     |
| 피닉스 선스               | 3회              | 빈칸 | 3회 (1976, 1993, 2021)                                                                         |
| 브루클린 네츠             | 2회              | 빈칸 | 2회 (2002, 2003)                                                                               |
| 올랜도 매직               | 2회              | 빈칸 | 2회 (1995, 2009)                                                                               |
| 유타 재즈                 | 2회              | 빈칸 | 2회 (1997, 1998)                                                                               |
| 인디애나 페이서스         | 2회              | 빈칸 | 2회 (2000, 2025)                                                                               |
| 오클라호마시티 선더       | 2회              | 1회 (2025) | 1회 (2012)                                                                                     |
| 새크라멘토 킹스           | 1회              | 1회 (1951) | 빈칸                                                                                           |
| 볼티모어 불리츠           | 1회              | 1회 (1948) | 빈칸                                                                                           |
| 토론토 랩터스             | 1회              | 1회 (2019) | 빈칸                                                                                           |
| 시카고 스태그스           | 1회              | 빈칸 | 1회 (1947)                                                                                     |
| 워싱턴 캐피털스           | 1회              | 빈칸 | 1회 (1949)                                                                                     |

<참고사항>
- 파이널에 진출 못한 팀 : 샬럿 호니츠  ·  로스앤젤레스 클리퍼스  ·  멤피스 그리즐리스  ·  미네소타 팀버울브스  ·  뉴올리언스 펠리컨스

## 최다 파이널 매치업
| 횟수 | 팀 1 (승리 횟수)          | 팀 2 (승리 횟수)            | 파이널 매치업                                                                                  |
| ---- | ------------------------- | --------------------------- | ---------------------------------------------------------------------------------------------- |
| 12   | 보스턴 셀틱스 (9)         | 로스앤젤레스 레이커스 (3)   | 1959년, 1962년, 1963년, 1965년, 1966년, 1968년, 1969년, 1970년, 1984년, 1985년, 1987년, 2008년 |
| 6    | 로스앤젤레스 레이커스 (5) | 필라델피아 세븐티식서스 (1) | 1950년, 1954년, 1980년, 1982년, 1983년, 2001년                                                 |
| 5    | 로스앤젤레스 레이커스 (3) | 뉴욕 닉스 (2)               | 1952년, 1953년, 1970년, 1972년, 1973년                                                         |
| 4    | 보스턴 셀틱스 (3)         | 애틀랜타 호크스 (1)         | 1957년, 1958년, 1960년, 1961년                                                                 |
| 4    | 골든스테이트 워리어스 (3) | 클리블랜드 캐벌리어스 (1)   | 2015년, 2016년, 2017년, 2018년                                                                 |
| 3    | 디트로이트 피스턴스 (2)   | 로스앤젤레스 레이커스 (1)   | 1988년, 1989년, 2004년                                                                         |
| 2    | 시애틀 슈퍼소닉스 (1)     | 워싱턴 불리츠 (1)           | 1978년, 1979년                                                                                 |
| 2    | 보스턴 셀틱스 (1)         | 휴스턴 로키츠 (1)           | 1981년, 1986년                                                                                 |
| 2    | 시카고 불스 (2)           | 유타 재즈 (0)               | 1997년, 1998년                                                                                 |
| 2    | 마이애미 히트 (1)         | 댈러스 매버릭스 (1)         | 2006년, 2011년                                                                                 |
| 2    | 마이애미 히트 (1)         | 샌안토니오 스퍼스 (1)       | 2013년, 2014년                                                                                 |

### 재대결에서 이긴 팀
| 이긴 팀               | 상대 팀               | 결과                                                                           |
| --------------------- | --------------------- | ------------------------------------------------------------------------------ |
| 애틀랜타 호크스       | 보스턴 셀틱스         | 1957년 3승 4패 (패), 1958년 4승 2패 (승)                                       |
| 뉴욕 닉스             | 로스앤젤레스 레이커스 | 1972년 1승 4패 (패), 1973년 4승 1패 (승)                                       |
| 세븐티식서스          | 로스앤젤레스 레이커스 | 1982년 2승 4패 (패), 1983년 4승 0패 (승)                                       |
| 로스앤젤레스 레이커스 | 보스턴 셀틱스         | 1984년 3승 4패 (패), 1985년 4승 2패 (승)                                       |
| 디트로이트 피스턴스   | 로스앤젤레스 레이커스 | 1988년 3승 4패 (패), 1989년 4승 0패 (승)                                       |
| 댈러스 매버릭스       | 마이애미 히트         | 2006년 2승 4패 (패), 2011년 4승 2패 (승)                                       |
| 샌안토니오 스퍼스     | 마이애미 히트         | 2013년 3승 4패 (패), 2014년 4승 1패 (승)                                       |
| 클리블랜드 캐벌리어스 | 골든스테이트 워리어스 | 2015년 2승 4패 (패), 2016년 4승 3패 (승), 2017년 1승 4패 (패), 2018년 4패 (패) |
| 골든스테이트 워리어스 | 클리블랜드 캐벌리어스 | 2015년 4승 2패 (승), 2016년 3승 4패 (패), 2017년 4승 1패 (승), 2018년 4승 (승) |

## 빈번한 매치업
| 횟수 | 팀1                   | 팀2                     | 결과                                 | 연도                                                                  |
| ---- | --------------------- | ----------------------- | ------------------------------------ | --------------------------------------------------------------------- |
| 12   | 보스턴 셀틱스         | 로스앤젤레스 레이커스   | 보스턴 셀틱스 9승 3패로 우위         | 1959, 1962, 1963, 1965, 1966 1968, 1969, 1984, 1985, 1987, 2008, 2010 |
| 6    | 로스앤젤레스 레이커스 | 필라델피아 세븐티식서스 | 로스앤젤레스 레이커스 5승 1패로 우위 | 1950, 1954, 1980 1982, 1983, 2001                                     |
| 5    | 로스앤젤레스 레이커스 | 뉴욕 닉스               | 로스앤젤레스 레이커스 3승 2패로 우위 | 1952, 1953, 1970, 1972, 1973                                          |
| 4    | 애틀랜타 호크스       | 보스턴 셀틱스           | 보스턴 셀틱스 3승 1패로 우위         | 1957, 1958 1960, 1961                                                 |
| 4    | 클리블랜드 캐벌리어스 | 골든스테이트 워리어스   | 골든스테이트 워리어스 3승 1패로 우위 | 2015, 2016 2017, 2018                                                 |
| 3    | 디트로이트 피스턴스   | 로스앤젤레스 레이커스   | 디트로이트 피스턴스 2승 1패로 우위   | 1988, 1989, 2004                                                      |
| 2    | 보스턴 셀틱스         | 휴스턴 로키츠           | 보스턴 셀틱스 2승 우위               | 1981, 1986                                                            |
| 2    | 시카고 불스           | 유타 재즈               | 시카고 불스 2승 우위                 | 1997, 1998                                                            |
| 2    | 댈러스 매버릭스       | 마이애미 히트           | 1승 1패로 동률                       | 2006, 2011                                                            |
| 2    | 마이애미 히트         | 샌안토니오 스퍼스       | 1승 1패로 동률                       | 2013, 2014                                                            |
| 2    | 보스턴 셀틱스         | 골든스테이트 워리어스   | 1승 1패로 동률                       | 1964, 2022                                                            |

## 팀별 성적
| 팀                        | 경기수 | 승 | 패  | 승률 | 비고 |
| ------------------------- | ------ | -- | --- | ---- | --- |
| 로스앤젤레스 레이커스     | 185    | 93 | 92  | .503 | 미니애폴리스에서 20승 15패, 로스앤젤레스에서 73승 77패의 기록과 함께 결승전 최다 경기 기록을 보유하고 있다. 2020년 결승전에서 4-2로 이겼다.                |
| 보스턴 셀틱스             | 134    | 81 | 53  | .597 | 결승에서 사상 첫 싹쓸이를 기록했으면, 2024년 결승전 마지막 경기에서 4승1패로 승리했다.                                                                     |
| 골든스테이트 워리어스     | 65     | 38 | 27  | .585 | 필라델피아에서 10승 6패, 샌프란시스코에서 3승 8패, 그리고 현재 그들의 프랜차이즈역사상 25승 13패의 기록을 포함으면, 2022년 결승전에서 4승2패로 승리하였다. |
| 필라델피아 세븐티식서스   | 53     | 24 | 29  | .453 | 시러큐스에 있을 때는 9승 11패, 필라델피아에 있을 때는 15승 18패의 기록을 포함으면, 2001년 결승전에서 1승4패로 패하였다.                                    |
| 뉴욕 닉스                 | 48     | 20 | 28. | 417  | 1999년 결승전에서 1승 4패로 패하였다. |
| 디트로이트 피스턴스       | 40     | 22 | 18  | .550 | 포트 웨인에 있을 때는 4승 8패, 디트로이트에 있을 때는 18승 10패의 기록을 포함으 2005년 결승전에 3승 4패로 패하였다.                                        |
| 시카고 불스               | 35     | 24 | 11  | .686 | 1998년 결승전에서 4승 2패로 승리하였다. |
| 샌안토니오 스퍼스         | 34     | 23 | 11  | .676 | 2014년 결승전 마지막 경기에서 4승 1패로 이겼다. |
| 마이애미 히트             | 35     | 17 | 18  | .486 | 2020년 결승전에서 2승 4패로 패하였다. |
| 애틀랜타 호크스           | 25     | 11 | 14  | .440 | 결승전 25경기 모두 세인트루이스에 있을 때 진출했다. |
| 휴스턴 로키츠             | 23     | 12 | 11  | .522 | 1995년 결승전에서 4승으로 이겼다. |
| 클리블랜드 캐벌리어스     | 26     | 7  | 19  | .269 | 2016년 결승전에서는 4승 3패로 승리한 팀에게 2018년 마지막 결승전 경기에서 4패로 패하였다.                                                                  |
| 워싱턴 위저즈             | 20     | 5  | 15  | .250 | 볼티모어에서 4패, 워싱턴에서 5승 11패의 기록을 포함한다.                                                                                                   |
| 시애틀 슈퍼소닉스         | 18     | 9  | 9   | .500 | 프랜차이즈가 사라졌습니다. |
| 피닉스 선스               | 18     | 6  | 12  | .333 | 2021년 결승전 마지막 경기에서 2승 4패로 패하였다. |
| 밀워키 벅스               | 17     | 11 | 6   | .647 | 2021년 결승전에서 4승 2패로 승리하였다. |
| 포틀랜드 트레일블레이저스 | 17     | 7  | 10  | .412 | 1992년 결승전에서 2승 4패로 패하였다. |
| 댈러스 매버릭스           | 17     | 7  | 10  | .412 | 결승전 기간 동안 치러지는 모든 경기는 마이애미 히트를 상대로 한 경기였으며, 2024년 결승전 경기에서는 1승 4패로 패하였다.                                   |
| 유타 재즈                 | 12     | 4  | 8   | .333 | 1997년과 1998년 두 번의 결승전에서 모두 시카고 불스를 상대로 2승 4패로 패하였다.                                                                           |
| 브루클린 네츠             | 10     | 2  | 8   | .200 | 모든 결승전 출전은 뉴저지에 있는 동안 이루어졌으며, 2003년 마지막 결승전 출전은 2승 4패로 패하였다.                                                        |
| 올랜도 매직               | 9      | 1  | 8   | .111 | 2009년 결승전 마지막 경기에서 1승 4패로 패하였다. |
| 새크라멘토 킹스           | 7      | 4  | 3   | .571 | 모든 결승전 출전은 로체스터에 있는 동안 일어났다. |
| 볼티모어 불리츠           | 6      | 4  | 2   | .667 | 프랜차이즈가 사라졌습니다. |
| 토론토 랩터스             | 6      | 4  | 2   | .667 | 2019년 결승전 마지막 경기에서 4승2패로 이겼다. |
| 인디애나 페이서스         | 13     | 5  | 8   | .385 | 2025년 결승전에서 3승 4패로 패하였다. |
| 워싱턴 캐피털스           | 6      | 2  | 4   | .333 | 프랜차이즈가 사라졌습니다. |
| 오클라호마시티 선더       | 12     | 5  | 7   | .416 | 2025년 결승전에 4승 3패로으로 이겼다. |
| 시카고 스태그스           | 5      | 1  | 4   | .200 | 프랜차이즈가 사라졌습니다. |

## 기록들

### 경력
- 파이널 최다 진출한 선수 : 빌 러셀 (11회)
- 파이널 최다 진출한 감독 : 필 잭슨 (11회)
- 파이널 최다 출전한 선수 : 빌 러셀 (70경기)
- 파이널 최다 득점 기록한 선수 : 제리 웨스트 (1,679점)
- 파이널 최다 어시스트 기록한 선수 : 매직 존슨 (584개)
- 파이널 최다 리바운드 기록한 선수 : 빌 러셀 (1,718개)
- 파이널 최다 블록 기록한 선수 : 카림 압둘-자바 (176개)
- 파이널 최다 스틸 기록한 선수 : 매직 존슨 (102개)
- 파이널 최다 실책 기록한 선수 : 르브론 제임스 (196개)
- 파이널 통산 3점 필드골 최다 기록한 선수 : 스테픈 커리 (152개)

### 득점
- 제리 웨스트 – 1,679점
- 르브론 제임스 – 1,562점
- 카림 압둘 자바 – 1,317점
- 마이클 조던 – 1,176점
- 엘진 베일러 – 1,161점
- 빌 러셀 – 1,151점
- 샘 존스 – 1,143점
- 톰 하인슨 – 1,037점
- 존 하블리첵 – 1,020점
- 매직 존슨 – 971점

## 같이 보기
- ABA 파이널
- WNBA 파이널
- NBA G 리그 파이널
- NBL 챔피언십